# Жовтобрюх Михайло Андрійович
Миха́йло Андрі́йович Жовтобрюх (4 (17) листопада 1905, село Ручки Гадяцького пов. Полтавської губ.— 16 грудня 1995, м. Київ) — український мовознавець, доктор філологічних наук з 1964, професор з 1965. Визначна постать в історії філологічної науки, автор монографій «Мова української преси», «Мова української періодичної преси», «Українська граматика» тощо.

## Біографія
Народився 17 листопада 1905 року у селі Ручки на Полтавщині.
Закінчив факультет професорської освіти Дніпропетровського ІНО (1929 — мовно-літературне відділення, 1930 — соціально-економічне відділення).
Працював викладачем української мови у Дніпродзержинському вечірньому металургійному інституті (1930–1931), пізніше — старшим викладачем у Запорізькому педагогічному інституті (1931–1937), доцентом Київського педагогічного інституту (1937–1941, 1944–1948), завідувач кафедри російської мови в Тюменському (Росія, 1948–1951) і Бухарському (Узбекистан, 1951–1953), завідувач кафедри мовознавства в Черкаському (1953–1954) педагогічному інститутах.
З 1959 року працює викладачем, а протягом 1963–1982 завідувачем відділу теорії української літературної мови Інституту мовознавства ім. О. О. Потебні АН УРСР і водночас (1960–1985) — професором Київського педагогічного інституту.

Могила Михайла Жовтобрюха та його родини, Байкове кладовище

Помер у 90-річному віці 16 грудня 1995 року. Похований на центральній алеї Байкового кладовища разом з родиною (ділянка № 43а).

### Родина
- Донька — Жанетта Іванова (Жовтобрюх) (1928—1995), науковиця-хімік; її чоловік — поет і філолог Петро Іванов (1921—1997).
  - Онуки: актор Сергій Іванов (1951—2000) і художниця Лариса Піша (нар. 1964).[1]
- Син — інженер Анатолій Жовтобрюх (1931—1955).

## Наукова діяльність
Основні наукові дослідження — з проблем сучасної української літературної мови, історії української мови, історії українського мовознавства, культури усної і писемної мови, соціолінгвістики, порівняльної граматики слов'янських мов.
Автор монографій:
- «Мова української преси (до середини дев'яностих років XIX ст.)» (1963),
- «Мова української періодичної преси (кінець XIX — початок XX ст.)» (1970),
- «Українська граматика» (1986, російською мовою; у співавт.),
- «Східнослов'янські мови» (1987, російською мовою; у співавт.),
- «Нарис історії українського радянського мовознавства (1918—1941)» (1991).
- Елементи мовознавства та відомості з історії української мови. 1941. Київ;
- Мова української преси (до середини дев'яностих років дев'ятнадцятого ст.)1963. Київ;
- Нарис з історії українського радянського мовознавства (1918—1942). Київ;

Співавтор і відповідальний редактор праць:
- «Сучасна українська літературна мова. Вступ. Фонетика» (1969), Київ;
- «Сучасна українська літературна мова. Лексика і фразеологія» (1973), Київ;
- 1978 року вийшла спільна праця — з М. Я. Брициним та А. Майбородою «Порівняльна граматика української і російської мов».
- Украинская грамматика. 1986. Київ;
- Восточнославянские языки. 1987. Київ.￼

Працював над створенням «Історії української мови. Фонетики» (1979, у співавторстві з В. Русанівським, В. Скляренком), що стала однією з найкращих спроб вивчення історії звукового складу української мови. Ця праця разом з іншими трьома книгами серії («Морфологія», 1978; «Лексика і фразеологія» та «Синтаксис», обидві — 1983) відзначена премією ім. І. Франка НАН України.
Брав участь у написанні підручників і посібників для університетів і педагогічних інститутів:
- «Історична граматика української мови» (1957). Київ;
- «Курс сучасної української літературної мови» (4-е вид., 1972), Київ.
- «Порівняльна граматика української і російської мови» (1978), Київ.
- «Історична граматика української мови» (1980). Київ.

## У мережі
- Профіль М. А. Жовтобрюха на сайті Інституту мовознавства ім. О. О. Потебні НАН України [Архівовано 16 травня 2012 у WebCite]
- Бібліометричний профіль М. А. Жовтобрюха в Google Академія
- Славетні Запорожці [Архівовано 23 лютого 2020 у Wayback Machine.]
- До 110—ї річниці з дня народження М.А. Жовтобрюха на YouTube — Урочисте засідання у Полтавському національному педагогічному університеті. Телеканал «Місто», Полтава, 2015.